# Фиорин (фирентински)
Фиорин је сребрни и златни новац, који се ковао у Фиренци од XIII вијека. На аверсу је имао цвијет љиљана, по чему је и добио име.